# Кузьмин, Владимир Васильевич (инженер)
Владимир Васильевич Кузьми́н (род. 20 октября 1937 года, Первомайка, Саратовская область) — советский и российский инженер, авиаконструктор, в 1991—1999 годах — Генеральный директор Московского авиационного производственного объединения «МиГ» (МАПО «МиГ»).

## Биография
Владимир Кузьмин родился 20 октября 1937 года в селе Первомайка Первомайского района Саратовской области. Окончил Томское высшее военное зенитное артиллерийское училище, затем, в 1969 году, — Московский авиационный институт с квалификацией «инженер-механик».
С 1959 по 1986 год трудился на московском авиационном заводе «Знамя труда» (с 1995-го завод носил название МАПО «МиГ»). С августа 1986 по июнь 1987 года работал в Министерстве авиационной промышленности СССР. В 1987 году Владимир Васильевич вернулся на завод «Знамя труда», где с июля 1987 по декабрь 1991-го был заместителем генерального директора по производству. 2 декабря 1991 года был назначен Генеральным директором МАПО «МиГ». В 1998-м также назначен руководителем проекта по организации новой структуры на базе военно-промышленного комплекса МАПО (ВПК МАПО), разработчика и производителя боевых самолётов марки «МиГ», которая получила название ВПК МАПО-М.
В феврале 1999 года Кузьмин покинул пост Генерального директора и генерального конструктора военно-промышленного комплекса МАПО по собственному желанию.